# Eiskunstlaufelemente
Siehe auch Sprünge im Eiskunstlauf
Bitte beachten, dass die Beschreibung der folgenden Eiskunstlauffiguren für „gewöhnliche“ Eiskunstläufer gilt, die sich bei den Sprüngen und Pirouetten nach links drehen. Sie können auch spiegelbildlich durchgeführt werden.

## A
- Arabeske (engl. Arabesque) - Bei der Arabeske ist der Oberkörper nach oben gestreckt. Sie kann vorwärts und rückwärts ausgeführt werden. Das freie Bein ist dabei gestreckt.

- Attitüde (engl. Attitude) - Die Attitüde ist ähnlich der Arabeske, nur dass das Knie des freien Beins gebeugt ist wie bei der Himmelspirouette.

- Ausfallschritt (auch Fechter, engl. Lunge) - Bei diesem Ausfallschritt wird das Laufbein gebeugt und das freie Bein nach hinten gerade ausgestreckt, wobei der Schlittschuh über das Eis schleift. Der Oberkörper ist in der aufrechten Position.

- Ausleger (engl. Cantilevers) - eine andere Variante von Spread Eagles.  Man läuft sehr tief im Knie und beugt sich nach hinten.

- Axel – der Sprung, der am leichtesten zu erkennen, aber am schwierigsten durchzuführen ist. Der Axel ist der einzige Sprung, der vorwärts von der Außenkante des linken Fußes abgesprungen wird. Die Landung erfolgt dann rückwärts auf der Außenkante des rechten Fußes. Der dreifache Axel enthält 3½ Drehungen. Die erste Frau, die den dreifachen Axel gesprungen ist, war die Japanerin Midori Itō. Die Japanerin Mao Asada war die erste Frau, die zwei dreifache Axel im gleichen Programm bei einem ISU-Wettbewerb gestanden hat.

## B
- Besti Squat – weitere Variante des Spread Eagles, benannt nach Natalia Bestemianova. Die Knie werden soweit gebeugt, dass sich eine quadratische Form des Spread Eagles ergibt.

- Biellmann-Pirouette – ist eine Variante der Standpirouette, die große Flexibilität erfordert. Benannt wurde sie nach der Schweizer Eiskunstläuferin Denise Biellmann. Man beginnt mit der aufrechten Pirouette, streckt sich nach hinten über die Schulter, fasst die Kufe des freien Fußes und dehnt sich in Richtung Decke aus (der Körper bleibt aufrecht). Normalerweise führen die Biellmann-Pirouette nur Damen aus, einer der wenigen Herren, die diese zeigen, ist Jewgeni Pljuschtschenko.

- Bracket - siehe Gegendreier.

- Butterfly - beliebter Eingang in Pirouetten, bei dem von der linken Zackenspitze abgesprungen wird. In der Flugphase befinden sich Oberkörper und Rumpf waagrecht zum Eis. Die Beine werden mit Hilfe einer scherenartigen Bewegung ebenfalls in waagrechte Position gebracht. Die Landung erfolgt auf der rechten Zackenspitze, was diverse Pirouetten im Anschluss ermöglicht. Ein Eingang in eine Pirouette ist aber nicht zwingend notwendig.

- Button  - Ein heutzutage nur noch selten ausgeführtes einfaches Sprungelement, bei dem die Beine horizontal in die Luft gehoben werden und die Zehenspitzen von den Händen berührt werden.

## C
- Candlestick spiral - siehe Charlotte Spiral

- Cantilevers – siehe Ausleger

- Carry - siehe Getragene Hebung

- Catch Spiral - Bei dieser Spirale wird der Fuß, die Kufe oder das Knie des freien Beines während der Spirale gehalten. Das Bein kann dabei ausgestreckt oder gebeugt sein.

- Charlotte Spiral - Diese Spirale wird nur von wenigen Läufern (z. B. Sasha Cohen) gezeigt. Sie ist auch bekannt als Kerzenleuchter (engl. candlestick spiral).

- Choctaw – ein Schritt, bei dem es zum Fuß-, Richtungs- und Kantenwechsel kommt. D. h. man beginnt zum Beispiel vorwärts auf der Außenkante des rechten Fußes zu laufen und endet rückwärts auf der Innenkante des linken Fußes. Häufig wird der Choctaw in den Schrittfolgen durchgeführt.

- Counter - siehe Gegenwende

## D
- Dreier (engl. three-turns) – ist eine Ein-Fuß-Drehung. Wechsel der Laufrichtung von vorwärts nach rückwärts (über die Schlittschuhspitze) und von rückwärts nach vorwärts (über die Ferse) mit Kantenwechsel. Man beginnt beispielsweise vorwärts auf der Außenkante des linken Fußes und endet rückwärts auf der Innenkante des linken Fußes (Einwärts-Dreier).

- Doppeldreier – ist eine Ein-Fuß-Drehung (dreier), der Dreier wird mit demselben Fuß zweimal hintereinander ausgeführt.

- Dreiersprung (engl. walz jump oder three-jump) – ist der einfachste aller Sprünge, er hat nur eine halbe Umdrehung und wird daher auch Kadettensprung genannt.

## E
- Eingesprungene Sitzpirouette (engl. flying sit spin) – ist ein „Mischling“ zwischen einem Sprung und einer Pirouette. Um eine eingesprungene Sitzpirouette durchführen zu können, muss man vorwärts auf der Außenkante des linken Fußes beginnen mit dem freien Bein weg vom Eis und es hinter sich herziehen. Diese Position ist nicht so anders als die normale Eingangsposition. Jedoch an diesem Punkt schwingt man mit dem freien Bein schnell vorwärts, springt vom Eis ab und fängt an, sich  zu drehen. Schon während man in der Luft ist, nimmt man die Sitzposition ein (linkes Bein gebeugt, rechtes nach vorne gestreckt). Man landet auf dem linken Fuß und nimmt die übliche Sitzpirouettenposition ein. Eine andere Version der eingesprungenen Sitzpirouette beinhaltet einen Fußwechsel in der Luft: nachdem man die Sitzposition in der Luft eingenommen hat, streckt man das linke Bein vor und beugt gleichzeitig das rechte, auf dem man schließlich landet. Alternativ kann man eine eingesprungene Sitzpirouette über einen Butterfly machen, auch dann landet man auf dem rechten Fuß.

- Euler – ein Verbindungssprung. Nach Anlauf springt man von der Außenkante des rechten Fußes ab. Die Landung erfolgt dann, nach einer Drehung, rückwärts auf der Innenkante des linken Fußes.

## F
- Flieger - siehe Spirale

- Flip – es handelt sich um einen sog. getippten Sprung, der die gleiche Absprungs- und Landungskante wie der Salchow-Sprung hat. Man beginnt rückwärts auf der Innenkante des linken Fußes (der rechte Fuß tippt kurz ins Eis) und landet rückwärts auf der Außenkante des rechten Fußes.

- flying sit spin – siehe Eingesprungene Sitzpirouette

## G
- Gegendreier (engl. bracket) - Wechsel der Laufrichtung auf einem Bein von vorwärts nach rückwärts (über die Schlittschuhspitze) oder von rückwärts nach vorwärts (über die Ferse) mit Kantenwechsel und gegen die Rotation des Einlauf- bzw. Auslaufbogens.

- Gegenwende (engl. counter) - ein Drehschritt, bei dem auf einem Bein die Laufrichtung gewechselt wird ohne Kantenwechsel, gegen die Drehrichtung des Einlaufbogens, früher als Pflichtfigur zusammenhängend auf 3 Kreisen gelaufen

- Getippter Sprung - ist ein Sprung, bei dem das freie Bein kurz ins Eis tippt und somit bei dem Absprung hilft.

- Getragene Hebung (engl. carry) – einfaches Tragen ohne Drehung, die Partnerin ist dabei nicht über dem Kopf des Partners.

- Geworfene Sprünge - Sprünge, bei denen im Paarlaufen ein Partner beim Absprung durch den anderen Partner mit beiden Händen unterstützt und damit weit hochgedrückt wird (z. B.: Wurf-Axel, Wurf-Lutz, Wurf-Salchow, Wurf-Toeloop)

## H
- Hebung (engl. lift) ist eine Tätigkeit, bei der der Partner die Partnerin in die Höhe hebt. Man unterscheidet zwischen Paarlauf-, Eistanz- und getragenen Hebungen.

- Himmelspirouette – siehe  Layback Spin

- Hydroblading - Hydroblading bezeichnet das Gleiten auf der tiefst möglichen Kantenposition während gleichzeitig der Körper in sehr flacher Position, nahezu parallel zum Eis gestreckt ist. Es wurde in den 90er Jahren bekannt, als Shae-Lynn Bourne und Victor Kraatz diese von Uschi Keszler entwickelte Technik für das Eistanzen  verwendeten und sie zu ihrem Markenzeichen entwickelt haben. Die Technik erfordert ausgiebiges Training, da hohe Ansprüche an die Balance gestellt werden. Hydroblading wurde auch von Einzelläufern übernommen.

## I
- Ina Bauer - Ein Ina Bauer ähnelt einem Spread Eagle. Die Kufen sind parallel versetzt und zeichnen zwei parallele Linien. Die hintere Kufe ist immer auf der Innenkante. Die Bewegung kann insgesamt einen Bogen oder eine gerade Linie ausführen. Benannt wurde dieses Element nach der deutschen Eiskunstläuferin Ina Bauer

## K
- Kantensprung - ist ein Sprung, der von der Schlittschuhkannte abgesprungen wird.

- Kerzenleuchter (engl. candlestick spiral) - siehe Charlotte Spiral

## L
- Lasso lift - (dt. Lasso-Hebung)  siehe Hebung

- Layback spin – ist eine sehr attraktive Variante der Standpirouette. Man kreuzt seine Arme vor dem Körper, lehnt sich zurück und blickt beim Drehen auf die Decke. Die Vielzahl der möglichen Arm-, Rücken- und Beinpositionen ist nur durch künstlerische Kreativität des Sportlers begrenzt.

- Lift - siehe Hebung

- Loop – siehe Rittberger

- Lunge – siehe Ausfallschritt

- Lutz – ein sog. getippter Sprung. Man springt rückwärts von der Außenkante des linken Fußes (mit der rechten Zacken im Eis) dreht sich mehrmals um die eigene Achse und landet rückwärts auf der Außenkante des rechten Fußes. Eine besondere Schwierigkeit ist der mit dem ausgestreckten Arm über dem Kopf gesprungene Lutz.

## M
- Mohawk – ein Schritt, bei dem es zum Fuß- und Richtungswechsel kommt, aber nicht zum Kantenwechsel. D. h. man beginnt zum Beispiel rückwärts auf der Außenkante des rechten Fußes zu laufen und endet vorwärts auf der Außenkante des linken Fußes. Einen Mohawk kann man manchmal vor dem Flip-Sprung oder einem Spreiz-Sprung sehen (man beginnt vorwärts auf den Innenkante des linken Fußes, endet rückwärts auf der Innenkante des rechten Fußes), öfters vor Axel- oder Salchow-Sprung (man beginnt rückwärts auf der Außenkante des rechten Fußes, endet  vorwärts auf der Außenkante des linken Fußes).

## P
- Pirouetten (engl. spins) - stammen aus dem Ballett, sind jedoch zu einem festen Bestandteil des Eiskunstlaufens geworden. Einfach gesagt geht es um eine Drehung auf einem Bein. Es gibt eine Vielzahl von möglichen Pirouetten, aber alle fallen unter die drei folgenden Kategorien – Stand-, Sitz- und Waagepirouetten. Alle Pirouetten können vorwärts oder rückwärts durchgeführt werden. Dies hat nichts mit der Drehrichtung zu tun, sondern mit dem Fuß, auf dem man sie durchführt. Für einen „gewöhnlichen“ Eiskunstläufer (der sich nach links dreht) wird die Vorwärtspirouette auf dem linken Fuß und die Rückwärtspirouette auf dem rechten Fuß durchgeführt.

- Paarlaufpirouetten (engl. pair spins) – Pirouetten, die in Paarposition durchgeführt werden. Sie können entweder nebeneinander (side-by-side), d. h. jeder Partner einzeln, oder in „Paarpirouetten“ gelaufen werden, in denen sich die Partner während einer Pirouette berühren. Sie können in allen Standardpositionen durchgeführt werden, obgleich die Positionen etwas verändert werden.

- Pirouettenkombination (engl. spin combination) - genauso wie Sprünge können auch Pirouetten in Kombinationen durchgeführt werden. Eine Pirouettenkombination ist eine Reihe von Pirouetten, bei der man die Position oder den Fuß wechselt, oder beides.

## R
- Rittberger (bekannt auch als „Loop“) – ist ein Kantensprung. Man gleitet rückwärts, zuerst mit beiden Füßen auf dem Eis, das linke Bein ist dabei vor dem rechten Bein verkreuzt, dann verlagert man sein Gewicht auf die Außenkante des rechten Fußes und springt ab (mit verkreuzten Beinen). Die Landung erfolgt dann wieder rückwärts auf der Außenkante des rechten Fußes. Benannt wurde dieser Sprung nach dem mehrfachen deutschen Vize-Weltmeister Werner Rittberger.

- Rocker – siehe Wende

- Russischer Spreizsprung (engl. Russian split) – ist eine Variante des Spreizsprunges. Absprung und Landung gleicht dem Spreizsprung, die Luftposition ist jedoch verändert. Die Beine werden in eine „V-Position“ gegrätscht und die Hände strecken sich zur Seite, um die Schlittschuhspitze zu berühren.

## S
- Salchow – es handelt sich um einen sog. Kantensprung, er wurde nach seinem Erfinder, dem schwedischen Eiskunstläufer Ulrich Salchow, benannt. Er wird rückwärts von der Innenkante des linken Fußes abgesprungen und rückwärts auf der Außenkante des rechten Fußes gelandet.

- Scratch Spin – eine Variante der Standpirouette. Zu Beginn dieser Pirouette steht man aufrecht, das freie Bein nach vorn zur Seite gestreckt. Dann wird das freie Bein immer mehr zum Körper hin ausgestreckt, bis es das Standbein kreuzt. Zur gleichen Zeit werden die Arme ebenfalls an den Körper gezogen oder über dem Kopf zusammengeführt. Durch die deutliche Verringerung des Rotationsradius wird eine hohe Rotationsgeschwindigkeit erreicht. Diese Pirouette ist in vielen Programmen die Schlusspirouette.

- Side-by-Side – nebeneinander einzeln durchgeführte Elemente im Paarlaufen. Es können Sprünge, Pirouetten oder auch Schrittfolgen sein, die synchron von beiden Partnern durchgeführt werden. Pirouetten sollen gleich schnell, in die gleiche Richtung und gleichzeitig gedreht werden, die Sprünge gleichzeitig abgesprungen und gelandet werden, gleiche Drehungsanzahl und ähnliche Höhe und Landungsposition haben.

- Sitzpirouette (engl. sit spin) – bei der Grundsitzpirouette „hockt“ der Eiskunstläufer auf einem Bein, das freie Bein wird gerade nach vorne ausgestreckt.

- Spezialfiguren - Es handelt sich um den sog. „dekorativen“ Eislauf – der Eiskunstläufer erstellte auf dem Eis beliebige Figuren nach den eigenen Vorstellungen. Diese Eislaufart erhielt sich bis zum Ersten Weltkrieg und war auch Bestandteil der Eiskunstlaufbewerbe.

- Spirale (engl. spiral, im Deutschen auch Flieger) – Man gleitet auf einem Fuß, wobei das freie Bein nach hinten gestreckt wird. In einer guten Spirale wird das freie Bein mindestens in Hüfthöhe ausgestreckt. Im Unterschied zu Arabesken ist der Oberkörper bei den Spiralen mehr nach vorn geneigt. Spiralen können vorwärts oder rückwärts gelaufen werden.

- Spread Eagle (auch Mond) - ist eine gleitende Bewegung, die auf zwei Füßen, auf der Innenkante oder Außenkante gelaufen wird, wobei die Fußhaltung ca. einen 180 Grad-Winkel ergibt. Kantenwechsel sind auch möglich.

- Spreizsprung (engl. split) – ist ein Verbindungssprung. Man läuft rückwärts auf der Innenkante des linken Fußes, tippt kurz mit dem rechten Fuß ins Eis und springt mit halber Körperdrehung in die Luft, dann spreizt man oder grätscht die Beine und landet vorwärts auf dem linken Fuß.  Siehe auch Russischer Spreizsprung

- Sprungfolge (engl. jump sequence) – besteht mindestens aus zwei Sprüngen, zwischen denen einen Fußwechsel oder Umdrehungen durchgeführt werden.

- Sprungkombination (engl. jump combination) – besteht aus mindestens zwei Sprüngen, die unmittelbar nacheinander folgen. Der zweite Sprung wird von der gleichen Kante abgesprungen, auf der der erste Sprung landete (d. h. es gibt keine Umdrehungen oder Fußwechsel zwischen den Sprüngen).

## T
- Thorén – siehe Euler

- Three-turns – siehe Dreier

- Toe-Loop – wurde in der einfachen Ausführung als relativ leichter Sprung bezeichnet. Man springt rückwärts von der Außenkante des rechten Fußes ab (sticht dabei mit der linken Schlittschuhbezahnung ein), dreht sich in der Luft mehrfach um sich herum und landet rückwärts auf der Außenkante des rechten Fußes. Weil man mit dem Hilfsbein einstechen muss, gehört dieser Sprung in die Kategorie der sog. getippten Sprünge. Er wird einfach, doppelt, dreifach und sogar vierfach gesprungen.

- Todesspirale (engl. death spiral) - Figur im Paarlaufen; die Partnerin wird, fast horizontal über dem Eis auf einem Bein gleitend und nur vom ausgestreckten Arm des Partners an der Hand gehalten, um dessen Körperachse gezogen.

- Twizzle – eine einfache oder mehrfache Drehung auf einem Bein, bei der sich der Läufer über das Eis fortbewegt. Durch die Fortbewegung unterscheidet sich das Eistanz-Element Twizzle von einer Pirouette, bei der sich der Läufer auf der Stelle dreht. Durch die kontinuierliche, ununterbrochene Drehung unterscheidet sich der Twizzle von einer bloßen Aneinanderreihung von Dreiern.

## V
- Verbindungselemente – sind alle Bewegungen, die man zwischen den Sprüngen und Pirouetten eines Programms (Kurzprogramm oder Kür) durchführt, wie Spiralen, Spread Eagle, Ina Bauer usw. In einem choreografisch gut ausgearbeiteten Programm geht ihre Bedeutung über die eines reinen Füllelements zwischen den „großen“ Elementen hinaus – sie tragen zum gesamten künstlerischen Ausdruck des Programms bei. Die Vielzahl der Verbindungselemente ist meistens nur durch Fantasie und Fähigkeit des Eiskunstläufers und Choreographen begrenzt.

## W
- Waagepirouette – (engl. camel spin) – man erzielt diese Position, indem man seinen Körper in die Form des Buchstabens „T“ bringt. Ein Bein läuft eis, das andere ist dahinter, parallel zum Eis. Der Oberkörper beugt sich vor und bildet zusammen mit dem freien Bein eine gerade Linie.

- Wende (engl. rocker) - ein Drehschritt, bei dem auf einem Bein die Laufrichtung ohne Kantenwechsel gewechselt wird, in der Drehrichtung des Einlaufbogens, gegen die Drehrichtung des Auslaufbogens, früher als Pflichtfigur zusammenhängend auf 3 Kreisen gelaufen.

- Wurfsprünge -  siehe geworfene Sprünge